# フォーサイト家の女
『フォーサイト家の女』（フォーサイトけのおんな、原題・英語: That Forsyte Woman）は、1949年に製作・公開されたアメリカ合衆国の映画である。
ジョン・ゴールズワージーの小説『フォーサイト家物語』第1部の映画化であり、コンプトン・ベネットが監督、エロール・フリンとグリア・ガースン、ウォルター・ピジョンが出演した。
ガースンとピジョンの6作目の共演作である。テクニカラー作品として撮影された。

## キャスト
- ソームズ・フォーサイト：エロール・フリン
- アイリーン：グリア・ガースン

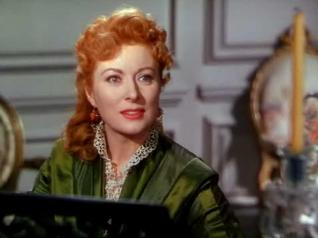
グリア・ガースン

- ジョリオン（ソームズの従兄）：ウォルター・ピジョン
- フィリップ・ボシニー：ロバート・ヤング
- ジューン：ジャネット・リー

## スタッフ
- 監督：コンプトン・ベネット
- 製作：レオン・ゴードン
- 脚色：ジャン・ルスティグ、アイヴァン・トース、ジェームズ・B・ウィリアムズ
- 音楽：ブロニスラウ・ケイパー
- 撮影：ジョセフ・ルッテンバーグ
- 編集：フレデリック・Y・スミス
- 美術：セドリック・ギボンズ、ダニエル・B・キャスカート
- 装置：エドウィン・B・ウィリス
- 衣裳：ウォルター・プランケット、ヴァレス
- 録音：ダグラス・シアラー

## アカデミー賞ノミネーション
- 衣裳デザイン賞（カラー）：ウォルター・プランケット、ヴァレス